# A Dominikai Közösség címere

A Dominikai Közösség címere

A Dominikai Közösség címere egy kereszttel negyedelt pajzs. Az első mezőben egy kókuszpálma, a másodikon egy dominikai varangy (Leptodactylus fallax), a harmadikon pedig egy hullámzó vízen úszó, vitorlás karib kenu, a negyedik mezőben egy banánfa látható. A pajzsot felülről egy lépő-szembenéző oroszlán díszíti, – amely az Angliához fűződő viszonyt jelképezi, – oldalról pedig két császáramazon amazon-papagáj tartja. Alul sárga szalagon olvasható az ország mottója: „Aprés bondie c'est la ter” (Isten után ez a föld következik).